# Ludwig Rex
Ludwig Rex (Berlino, 1º gennaio 1888 – Londra, 29 settembre 1979) è stato un attore tedesco del cinema muto.

## Filmografia
- Totenkopfreiter, regia di Otto Lins-Morstadt (1917)
- Der Fluch des Nuri, regia di Carl Boese (1918)
- Die lustigen Weiber von Windsor, regia di William Wauer (1918)
- Die siebente Großmacht, regia di Willy Grunwald (1919)
- Homo sum, regia di Octav von Klodnicki (1919)
- Seelenverkäufer, regia di Carl Boese (1919)
- Der Glücksschmid, regia di Ludwig Czerny (1919)
- Die Geächteten, regia di Joseph Delmont (1919)
- Der Tintenfischclub, regia di Carl Boese (1919)
- Retter der Menschheit, regia di Franz Mehlitz, Carl Neisser (Karl Neißer) (1919)
- Nocturno der Liebe, regia di Carl Boese (1919)
- Luxuspflänzchen, regia di Georg Alexander (1919)
- Die lachende Seele, regia di Georg Alexander (1919)
- Der neue Herr Generaldirektor, regia di Hans Werckmeister (1919)
- Das Lied der Puszta, regia di Carl Boese (1920)
- Gewalt gegen Recht, regia di Paul Ludwig Stein (1920)
- Erpreßt, regia di Carl Boese (1920)
- Angelo, das Mysterium des Schlosses Drachenegg, regia di Franjo Ledic, Robert Leffler (1920)
- Il gabinetto del dottor Caligari (Das Cabinet des Dr. Caligari), regia di Robert Wiene (1920)
- La danzatrice Barberina (Die Tänzerin Barberina), regia di Carl Boese (1920)
- Um Diamanten und Frauen, regia di Carl Boese (1920)
- Die Strahlen des Todes, regia di Gernot Bock-Stieber (1920)
- Die Augen als Ankläger, regia di Fritz Bernhardt (1920)
- Nirvana - 2. Teil: Der Überfall auf die Telegraphenstation, regia di Fritz Bernhardt (1920)
- Die Sklavenhalter von Kansas-City, regia di Wolfgang Neff (1920)
- Nirvana - 3. Teil: Der Ruf über das Meer, regia di Fritz Bernhardt (1920)
- Der Schädel der Pharaonentochter, regia di Otz Tollen (1920)
- Nirvana - 4. Teil: Die brennende Stadt, regia di Fritz Bernhardt (1920)
- Nirvana - 6. Teil: Die Sühne, regia di Fritz Bernhardt (1920)
- Nirvana - 5. Teil: Der unterirdische Tempel, regia di Fritz Bernhardt (1920)
- Marionetten des Teufels, regia di Johannes Brandt, Friedrich Fehér (1920)
- Gauner der Gesellschaft, regia di Carl Heinz Boese, Hans Eichhorn (1920)
- Die andere Welt, regia di Lorenz Bätz (1920)
- Der schwarze Gast, regia di Wolfgang Neff (1920)
- Der Hund von Baskerville - 6. Teil: Das Haus ohne Fenster, regia di Willy Zeyn (1920)
- Der Flüchtling von Sing-Sing, regia di Lorenz Bätz (1920)
- Tschetschensen-Rache, regia di Charles Willy Kayser (1921)
- Complotto (Die Verschwörung zu Genua), regia di Paul Leni (1921)
- Die Beichte einer Gefallenen, regia di Franz Hofer (1921)
- Hände hoch, regia di Wolfgang Neff (1921)
- Die Nacht ohne Morgen, regia di Karl Grune (1921)
- Söhne der Nacht, 1. Teil: Die Verbrecher-GmbH, regia di Manfred Noa (1921)
- Söhne der Nacht, 2. Teil - Die Macht der Liebe, regia di Manfred Noa (1921)
- Das rote Plakat, 2. Teil - Die eiserne Acht, regia di Emil Justitz (1921)
- Der Schrecken der roten Mühle, regia di Carl Boese (1921)
- Der Schatten der Gaby Leed, regia di Carl Boese (1921)
- Betrüger des Volkes, regia di Carl Heinz Boese, Reinhold Schünzel (1921)
- Fortunato. 1. Der tanzende Dämon, regia di Karl Halden (1921)
- Apachenrache, 3. Teil - Die verschwundene Million, regia di Wolfgang Neff (1921)
- Othello, regia di Dimitri Buchowetzki (1922)
- Frauenopfer, regia di Karl Grune (1922)
- Der Fall Gembalsky, regia di F. Dolgopolsky (1922)
- Lucifer, regia di Josef Stein (1922)
- Die Flibustier, regia di Karl Gerhardt, Josef Stein (1922)
- Hallig Hooge, regia di Willy Schäfer (1923)
- Die Welt in Flammen. 1. Haß und Liebe, regia di Nils Olaf Chrisander, Josef Stein (1923)
- Der Mensch am Wege, regia di Wilhelm Dieterle (William Dieterle) (1923)
- Esterella, regia di Joe Francis (Joe Francys) (1923)
- Das schöne Mädel, regia di Max Mack (1923)
- Ein Traum ein Leben, regia di Gernot Bock-Stieber (1924)
- Inge Larsen, regia di Hans Steinhoff (1924)
- Sklaven der Liebe, regia di Carl Boese (1924)
- Dreiklang der Nacht, regia di Karl Gerhardt (1924)
- Düstere Schatten, strahlendes Glück, regia di Max Erhardt (1924)
- Aschermittwoch, regia di Wolfgang Neff (1925)
- Die Großstadt der Zukunft, regia di Max Maximilian (1925)
- Die Beute, regia di Jacques Bennet (1925)
- Der krasse Fuchs, regia di Conrad Wiene (1926)
- Die Welt ohne Waffen, regia di Gernot Bock-Stieber (1927)
- Die große Pause, regia di Carl Froelich (1927)